# Palazzo Orlandini del Beccuto
Il palazzo Orlandini del Beccuto, già Gondi di Francia, è un edificio civile del centro storico di Firenze, situato in via de' Pecori 6-8 angolo via de' Vecchietti. Il palazzo appare nell'elenco redatto nel 1901 dalla Direzione Generale delle Antichità e Belle Arti, quale edificio monumentale da considerare patrimonio artistico nazionale.

## Storia
Il palazzo è da ritenersi costruito su un'area già occupata da varie antiche case, organizzate su due isolati divisi dallo scomparso chiasso dei Guidalotti: la parte occidentale in luogo di un palazzo Cambini (1458), poi Carnesecchi (1489), poi Gondi (1496), la parte orientale dove erano tra l'altro le case Tempi e un palazzo Chiarucci poi Strozzi. Nella prima abitò l'antipapa Giovanni XXIII nel 1419 quando, dopo essere stato e riconfermato cardinale per aver riconosciuto Martino V, trascorse a Firenze gli ultimi sei mesi della sua vita protetto da Giovanni di Bicci de' Medici.
L'attuale palazzo nacquee dall'acquisizione di queste preesistenze da parte degli Orlandini del Beccuto (1672), e da un progetto di trasformazione redatto verso il 1679 da Antonio Maria Ferri.
Il cortile è invece dato come opera di Ignazio Del Rosso.
Un giardino, esistente sul lato opposto alla via de' Pecori e impiantato nel 1803 su disegno dell'architetto Luigi Bettarini, fu ridotto nel 1830 (in concomitanza con l'allargamento della strada) e quindi del tutto eliminato alla fine dell'Ottocento. In esso aveva avuto sede la rinomata birreria "Cornelio": oggi sorgono al suo posto il palazzo Pola e Todescan e la palazzina 1896.

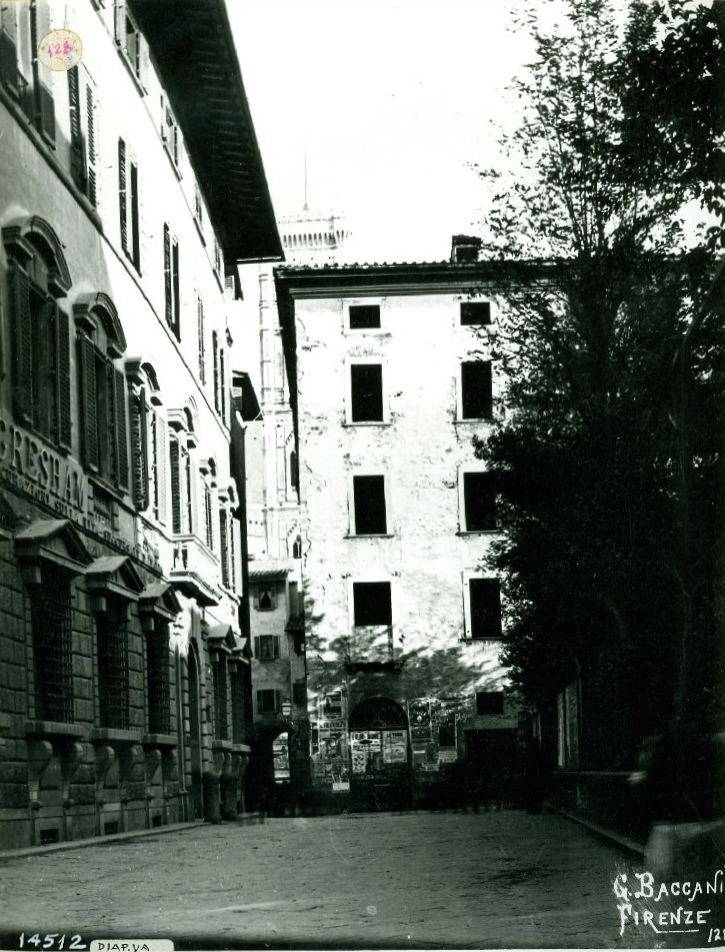
Il palazzo (a sinistra) verso il 1886-1887; a destra si trova lo scomparso giardino Orlandini, mentre a centro si vedono l'arco dei Pecori e l'alto muro del Ghetto

Nel 1831 altri lavori al palazzo furono condotti dall'architetto Luigi de Cambray Digny, ai quali seguì un riassetto del complesso su progetto dell'architetto Giovanni Mannaioni quando, fino al 1840, il palazzo fu abitato dal principe Girolamo Bonaparte, ex-re di Vestfalia. Durante una festa nel palazzo si conobbero il principe russo Anatolio Demidoff e la figlia del Bonaparte Matilde di Montfort, che in seguito si unirono a nozze.
Tra il 1867 e il 1871, durante il periodo di Firenze capitale, ebbe qui la residenza l'ambasciatore britannico sir Augustus Paget (succeduto a al ministro sir Henry George Elliot) con sua moglie, la scrittrice e filantropa inglese lady Walburga Ehrengarde Helena Paget. Qui si appoggiavano anche alcuni imprenditori inglesi, come Gresham Life Assurance  che nel 1868 lo usava come sede per l'Italia.
Nel corso dell'ultimo quarto dell'Ottocento l'edificio subì "rimaneggiamenti" su progetto dell'ingegnere Cesare Fortini, in effetti estesi lavori che, secondo quanto denunciato da Guido Carocci dalle pagine di "Arte e Storia" del 1884, portarono tra l'altro a una soprelevazione, alla intonacatura dei piani superiori già a bozze, e alla realizzazione di una nuova tettoia.
Acquistato nel 1913 dal Monte dei Paschi di Siena, che a lungo ebbe qui sede con attuale ingresso principale da via de' Pecori, subì nel corso del Novecento vari interventi legati alla nuova destinazione, così sintetizzati: "Nel 1908 restauri alla facciata. Nel 1925 lavori di adattamento, ad uso di banca, nel piano terreno (sala per il pubblico nel cortile, atrio). Nel 1930 lavori di consolidamento alla facciata. Nel 1931 è autorizzata un'apertura, sulla facciata, all'altezza delle finestre del terzo piano, e restauri alla gronda. Nel 1935-1936 restauri ai dipinti dell'interno e lavori minori di adattamento".
A questi lavori (nell'ambito dei quali operò tra il 1925 e il 1930 circa l'ingegnere Ugo Giovannozzi) sono da aggiungersi quelli realizzati nel periodo 1970-1975 (e ancora negli anni seguenti con adattamenti databili tra il 1983 e il 1986) con la direzione dell'architetto Italo Gamberini (collaboratori: Antonio Bambi, Luciano Peracchio e Piero Melucci), volti a un migliore utilizzo degli ambienti e al ripristino di alcuni spazi originari, come il cortile, liberato dalle sovrastrutture realizzate nella precedente sistemazione, con la ricollocazione di una fontana quattro-cinquecentesca come sfondo al grande androne d'accesso.
Al 2015 si datano ulteriori interventi di ripristino dei fronti. Nel 2018, nell'ambito del piano di riorganizzazione e riduzione dei costi messo a punto da Monte dei Paschi di Siena, il palazzo è stato posto in vendita.

## Descrizione

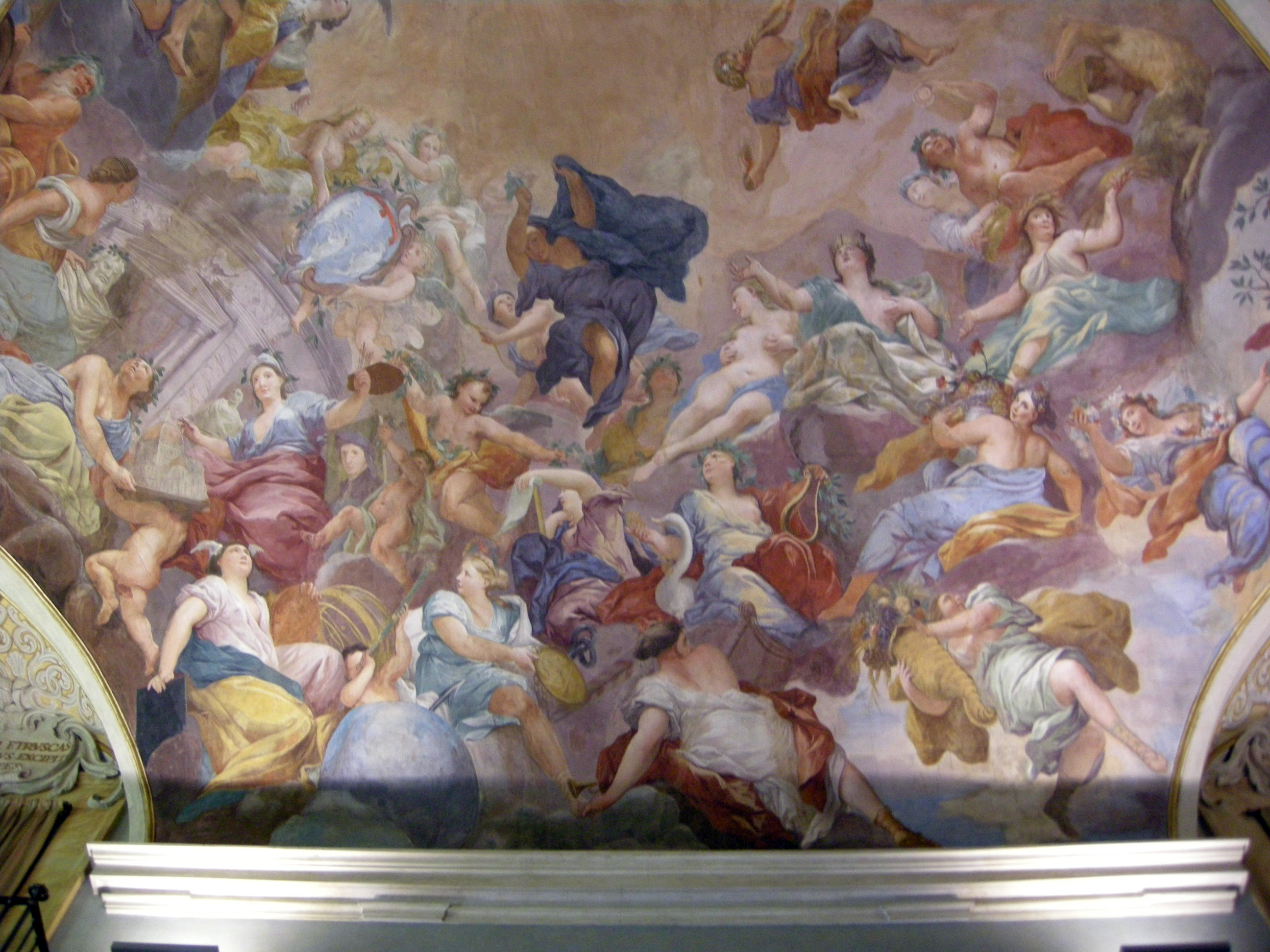
Volta salone da ballo, con affreschi di Alessandro Gherardini (Parnaso)

L'architetto Ferri mantenne i due ingressi dei palazzi originali, su via dei Pecori (allora via de' Boni) e via de' Vecchietti (allora via del Beccuto), creando due prospetti identici, di undici assi su via Pecori e di sei sull'altra.
La facciata del palazzo è caratterizzata al pian terreno da una lunga fila di finestre inginocchiate, interrotta dai portoni (asimmetrici, a indicare il riutilizzo dei più antichi accessi) e sormontati da balconi. Questo piano è trattato a bugno rustico e anche gli elementi architettonici verticali (come le cornici o le mensole delle finestre inginocchiate) sono scandite da solchi che simulano le bozze di pietra. Il piano nobile presenta numerose finestre con timpano curvo, caratterizzato dall'architrave di base spezzata; ciascuna apertura ha una balaustra alla base inserita nella fascia tra la cornice marcapiano e marcadavanzale. Il secondo piano ha finestre rettangolari, sempre incorniciate da bozze di pietra e piattebande. Chiude il prospetto, sotto la gronda, una fila di finestre quadrangolari con cornici simili. Sul lato di via de' Vecchietti è presente al primo piano un'ampia terrazza.
Nell'androne si trova una statua neoclassica con l'Italia che indica la via della fama a un giovane artista. Da qui si accede al cortile, circondato per tre lati dal palazzo (dove spicca una coppia serliana in corrispondenza dello scalone) e con il quarto composto da una parete che dà sul vicolo di Santa Maria Maggiore, dove si trova una fontana in asse con l'ingresso, con cornice quattro-cinquecentesca e una nicchia a spugne dove nel Novecento è stato rimontata una testa leonina che butta acqua. Altri frammenti lapidei provengono dalle parziali demolizioni nel palazzo.
Al piano terra spicca la stanza delle grottesche, di Bernardino Poccetti. Da qui si dipana lo scalone, decorato da affreschi di Pier Dandini e stucchi coevi. Il piano nobile, dall'aspetto monumentale, venne decorate un due fasi: una nel 1693-1698, da artisti quali Anton Domenico Gabbiani, Alessandro Gherardini (salone da ballo a doppia altezza) e lo stesso Pier Dandini, e una ottocentesca, in stile neoclassico, risalente all'epoca del soggiorno di Girolamo Bonaparte, con pitture murali di Luigi Ademollo e Cosimo Meritoni, al quale è riconducibile la raffigurazione delle Glorie delle arti fiorentine, con le effigi di Brunelleschi, Leonardo, Michelangelo e Andrea del Sarto.

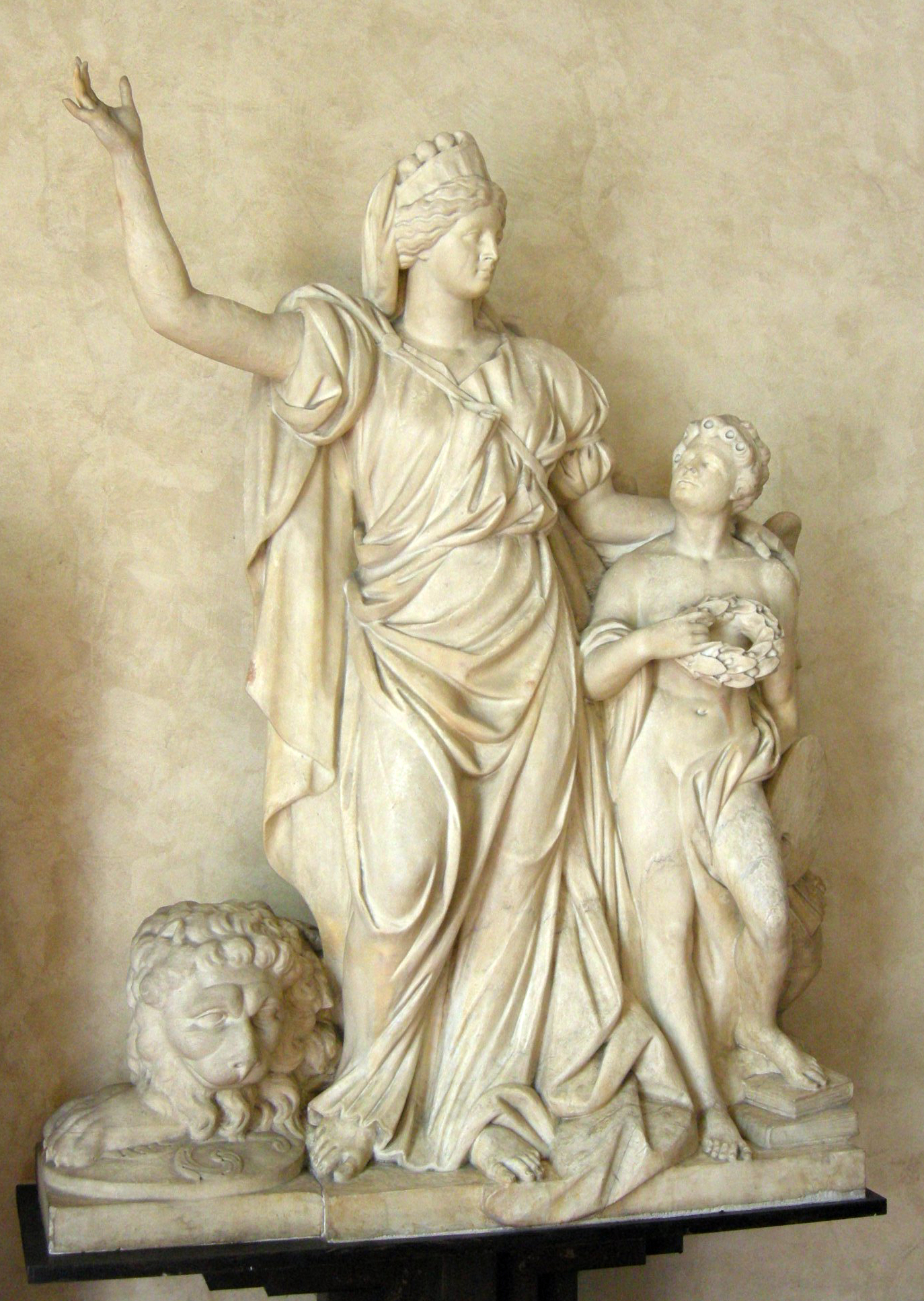
La statua all'ingresso
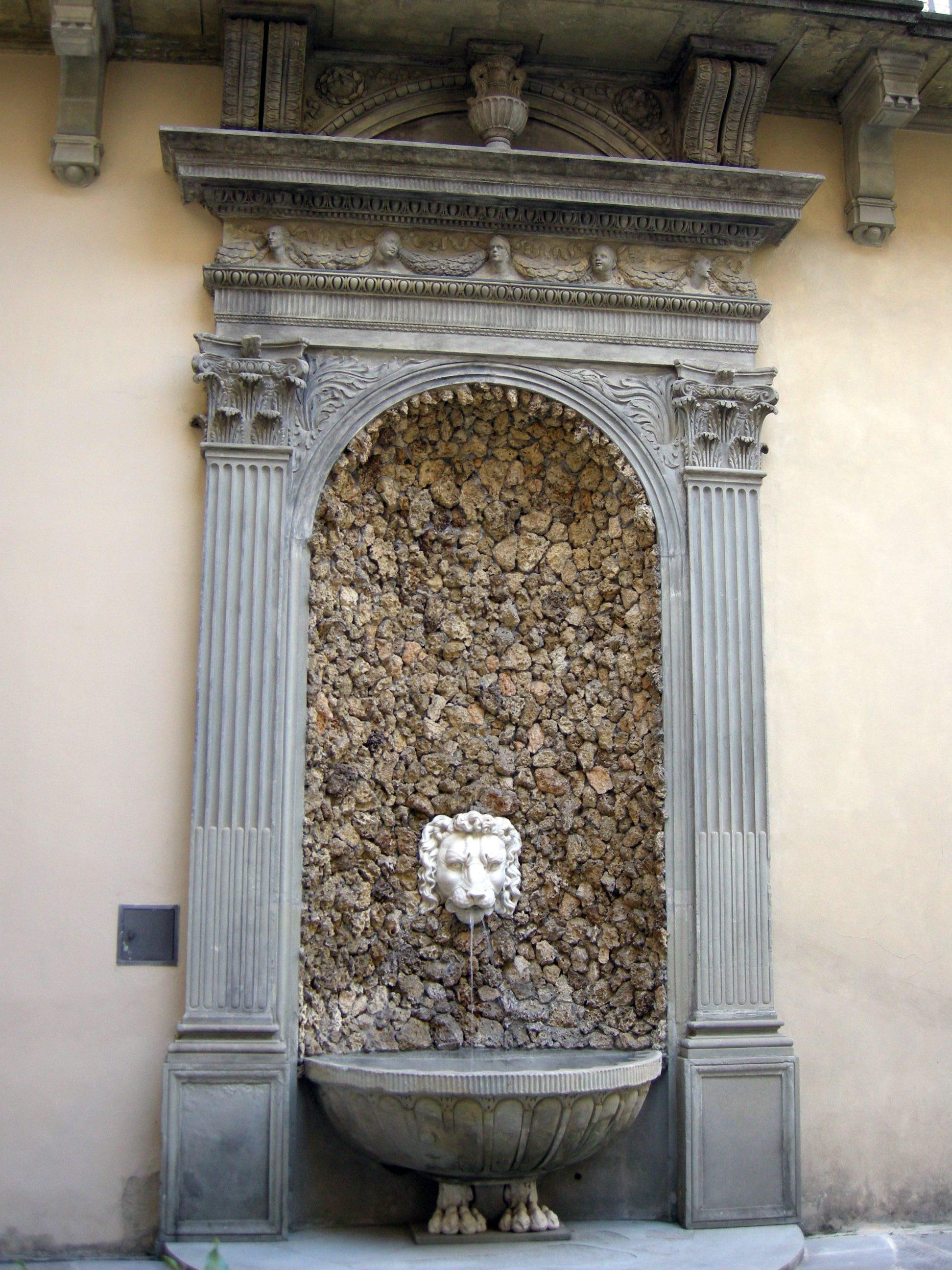
La fontana nel cortile
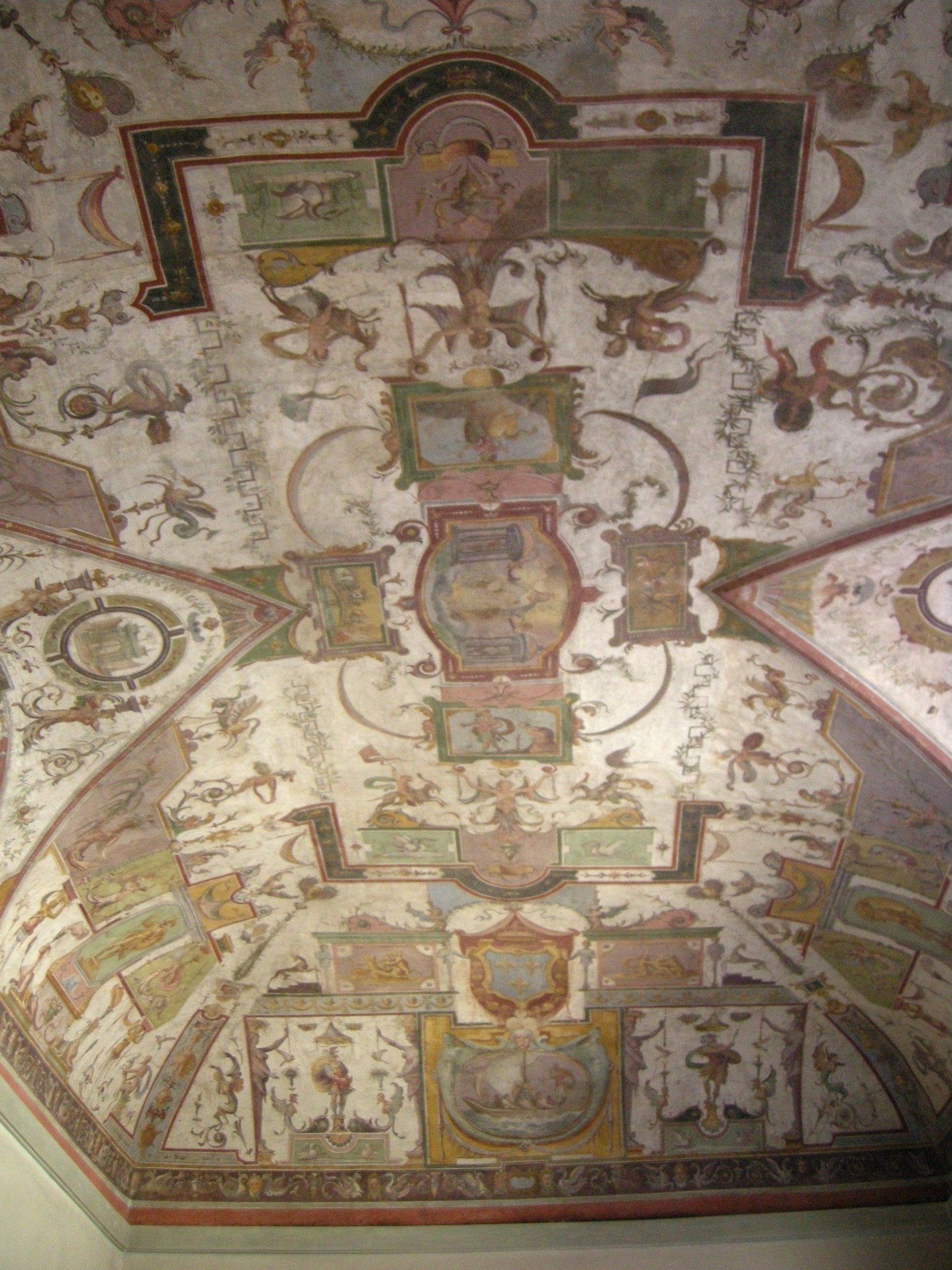
La sala delle grottesche
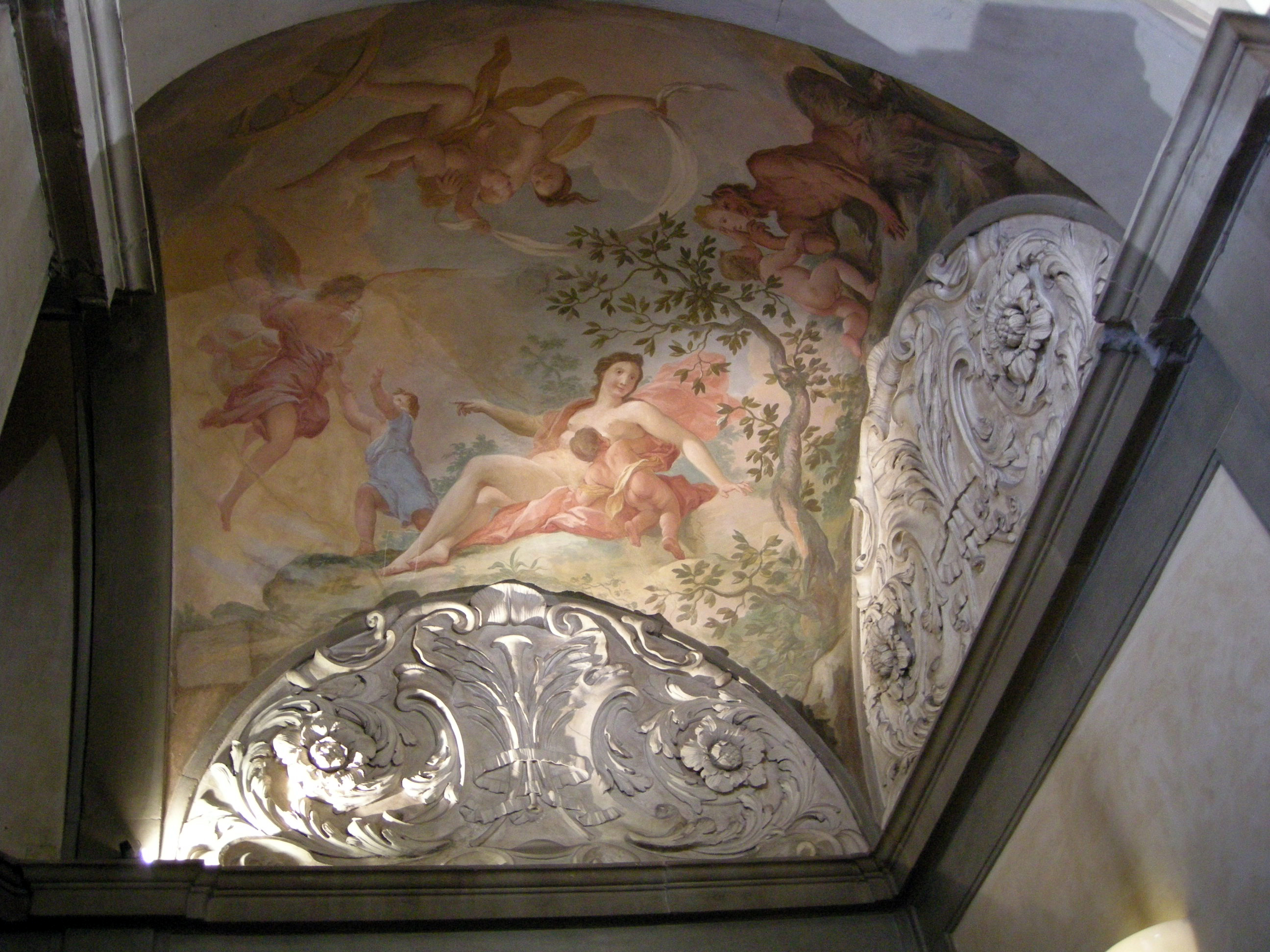
La volta di un pianerottolo decorata nello scalone
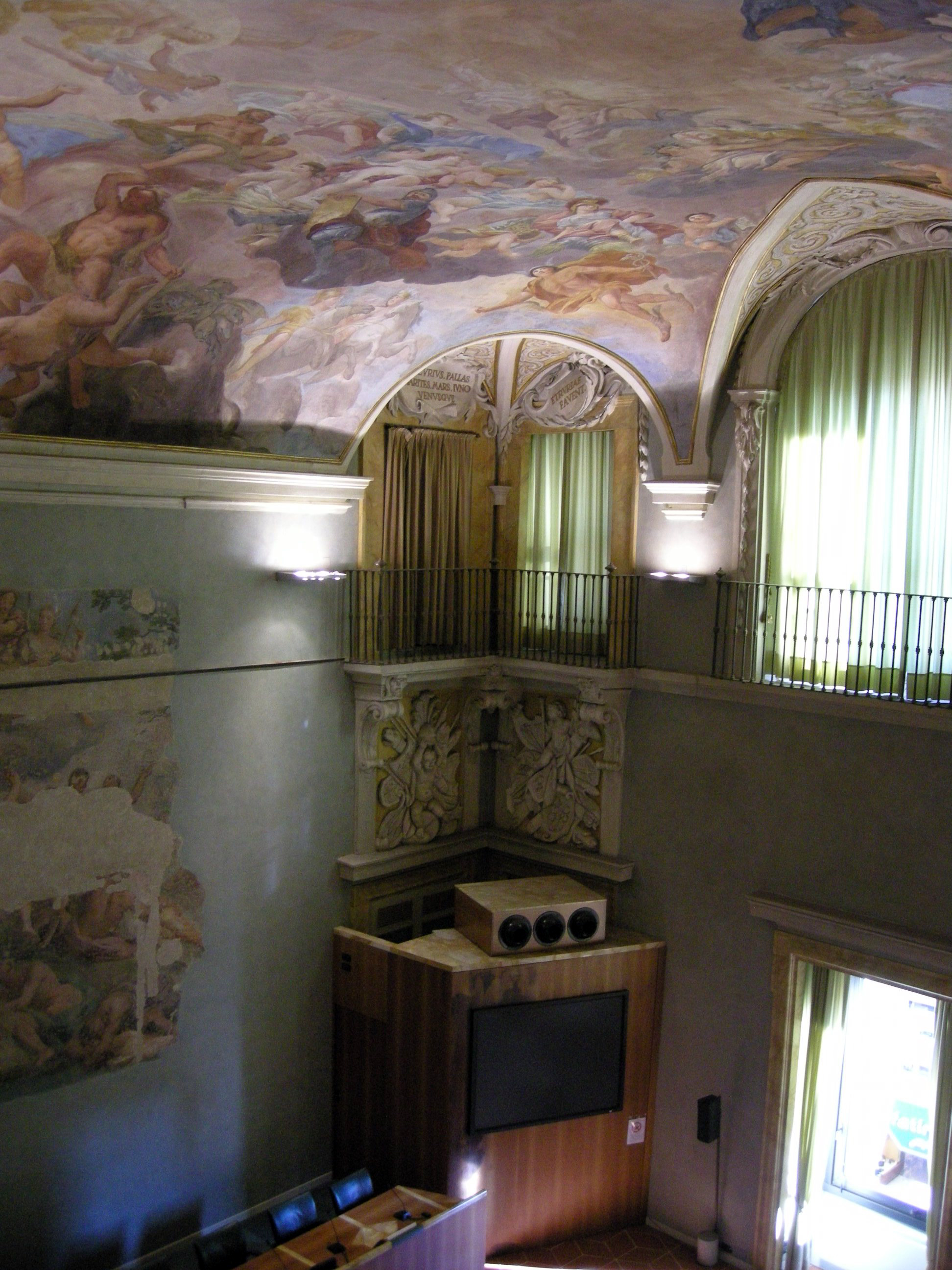
Il salone

## Fortuna critica

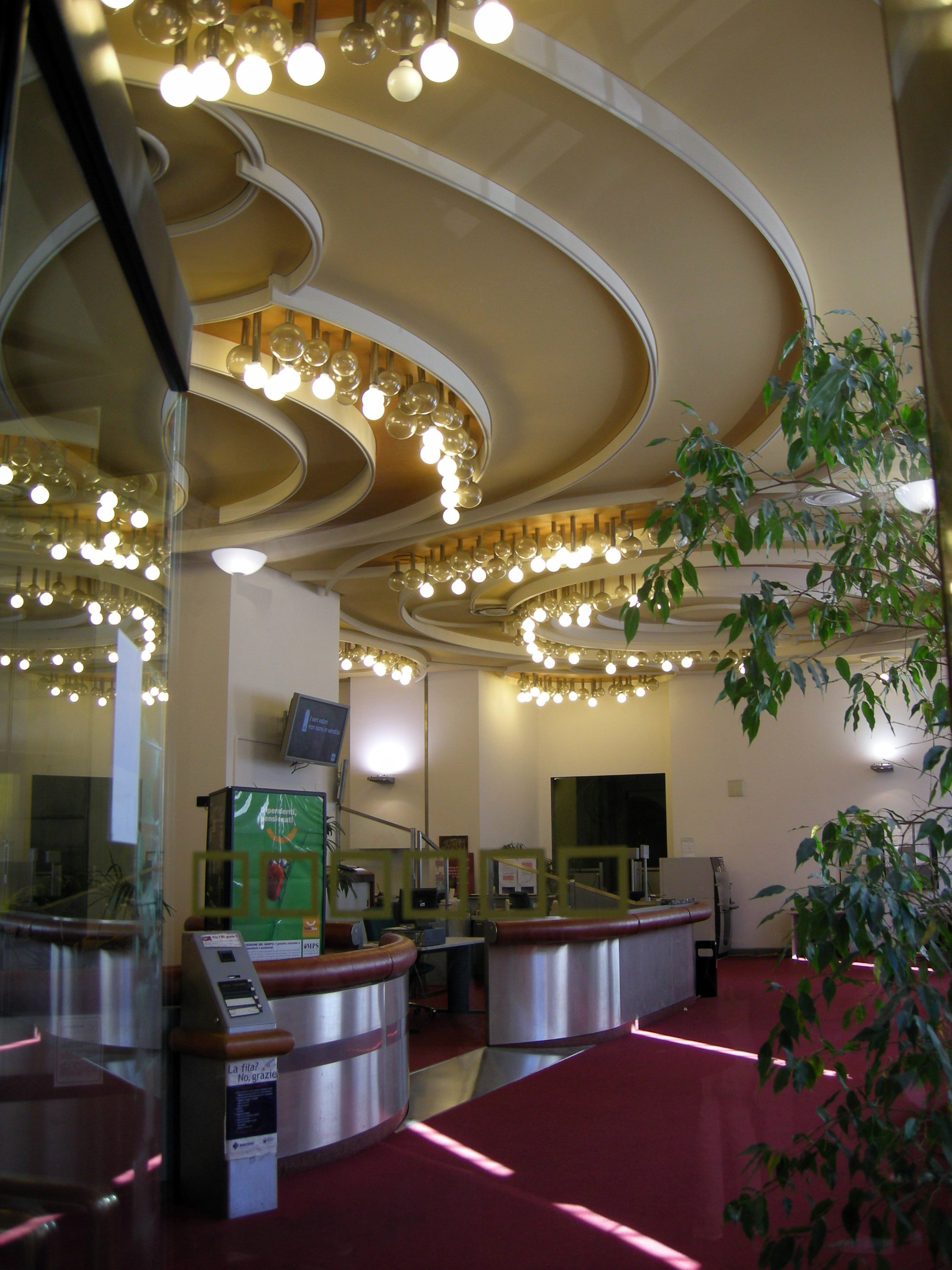
La sala della banca

«Relativamente al merito architettonico della facciata dirò che contro le buone regole dell'arte non ha porta nel mezzo, ma due prossime all'estremità, i pilastri dorici delle quali, destinati a sostenere una cornice che serve di terrazzino al piano nobile, sono impropriamente tagliati dalle bozze che ne circondano la luce; che le finestre terrene sono belle ed a poche seconde in questo genere; che quelle del primo piano sono inutilmente risaltate nella cornice e nei frontespizi, ed hanno inutili e meschini balaustri nel parapetto; che il cornicione è una massa informe senza grazia e senza carattere; e che quelle finestruole situate immediatamente sotto di esso, non solo compariscono disgradevoli alla vista, ma nuocono alla bellezza della facciata, la quale nell'insieme non manca di buone proporzioni e eleganza» (Fantozzi 1842).
"Le sale di accesso al pubblico a piano terra sono state recuperate a una migliore utilizzazione funzionale con rispetto delle antiche strutture, avvalendosi di pareti attrezzate e di arredo mobile, senza rinunciare a brillanti soluzioni di arredo (soprattutto il salone delle operazioni bancarie)" (Gobbi 1976).

## Bibliografia

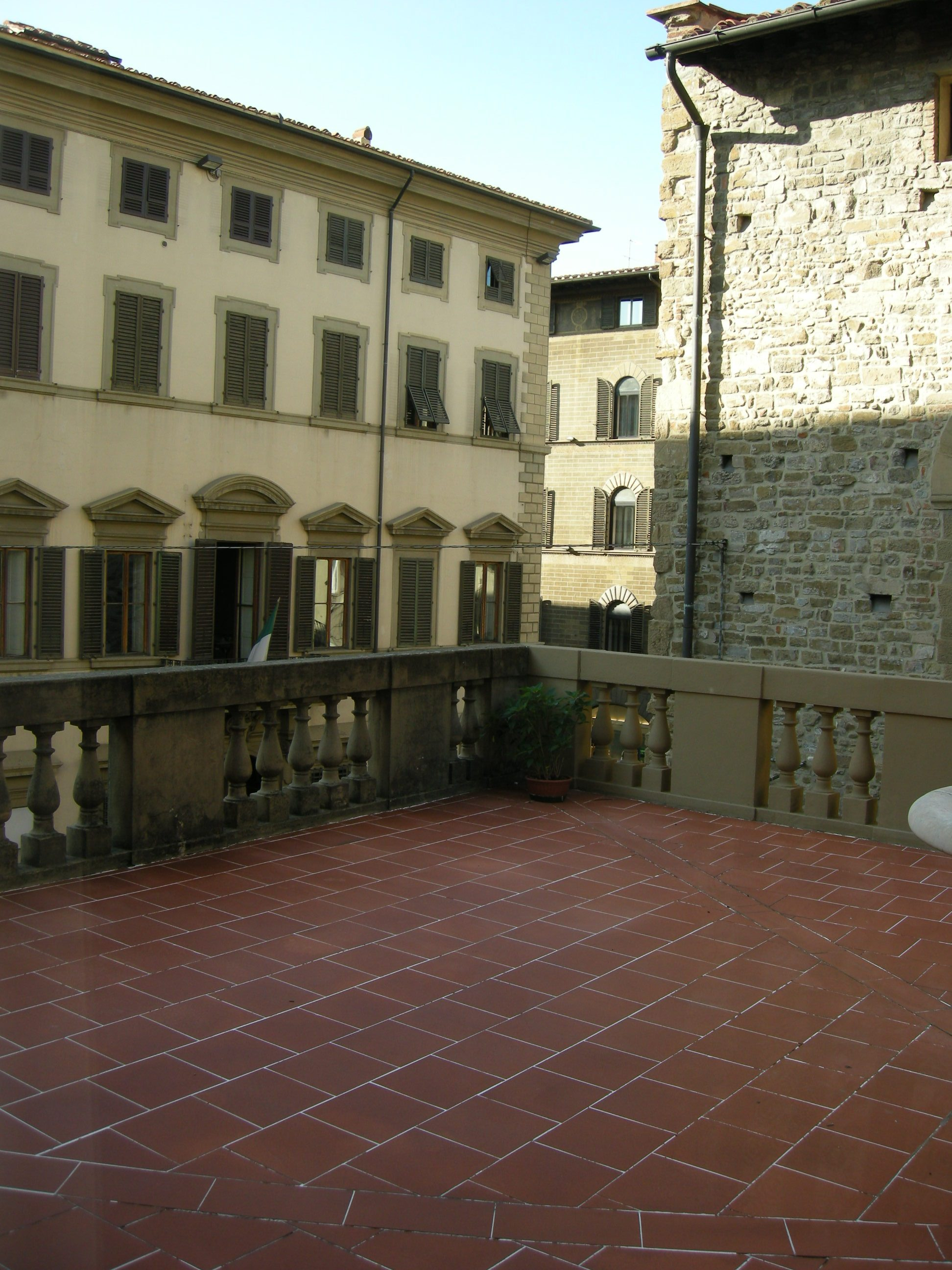
La terrazza

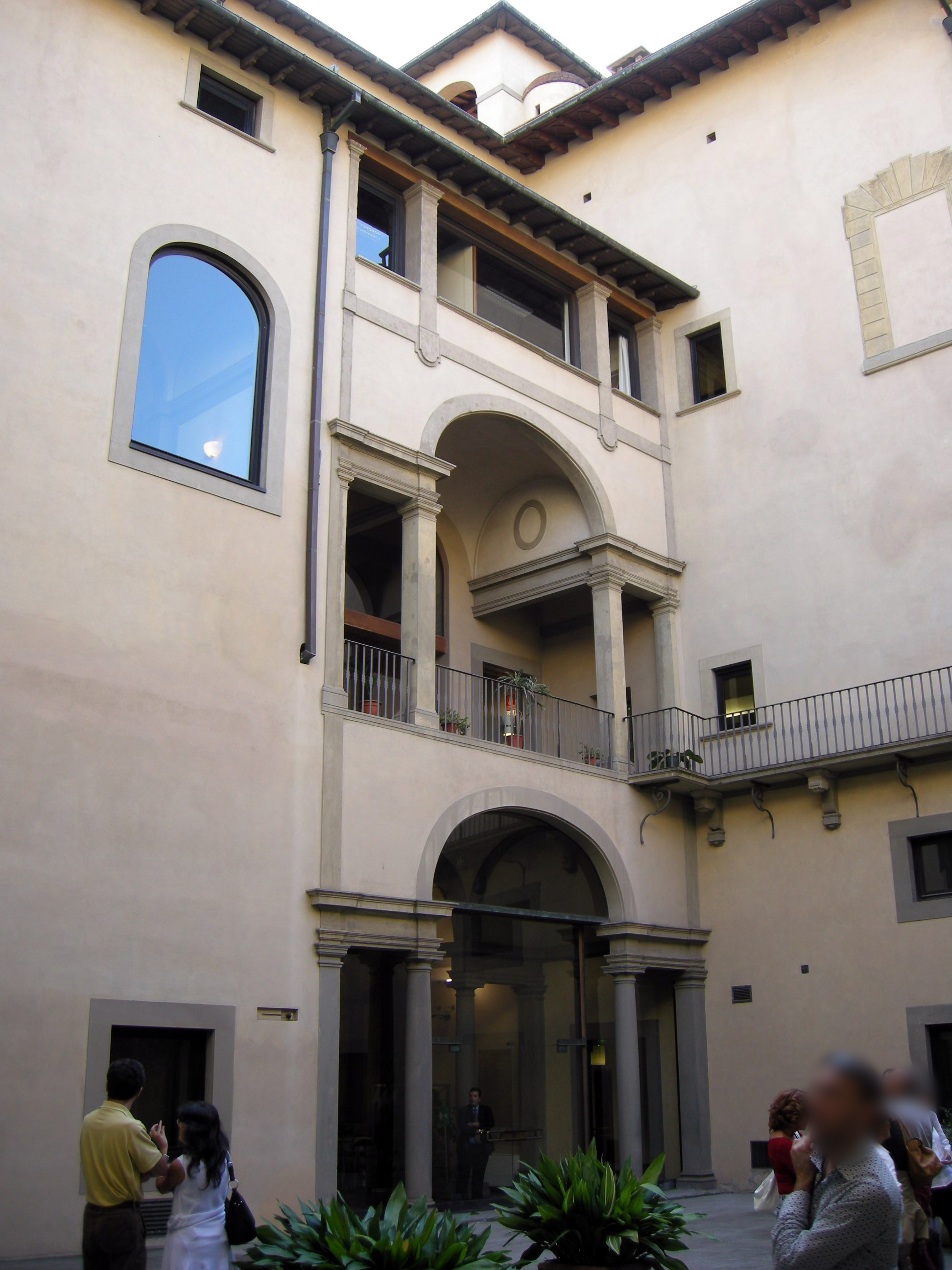
Serliane nel cortile